# Brembate
Brembate ist eine italienische Gemeinde (comune) mit 8598 Einwohnern (Stand 31. Dezember 2023) in der Provinz Bergamo, Region Lombardei.

## Geographie
Brembate liegt etwa 14 km südwestlich der Provinzhauptstadt Bergamo und 35 km nordöstlich der Millionen-Metropole Mailand.
Die Nachbargemeinden sind Boltiere, Canonica d’Adda, Capriate San Gervasio, Filago, Osio Sotto und Pontirolo Nuovo.